# 八本松町宗吉
八本松町宗吉（はちほんまつちょうむねよし）とは、広島県東広島市の大字。全域で住居表示未実施である。

## 概要
八本松地区北西部に位置しており、町内には在日米軍川上弾薬庫を擁する。そのため、実際の面積に対して一般人が立ち入れる領域は極めて狭い。また町域が二つに分かれており、飛地状態となっている。
南北朝時代に宗良親王がこの地に至り、難を逃れたことが町名の由来とされている。かつては川上村に属した。

## 沿革
- 1889年（明治22年）4月1日 - 町村制施行。賀茂郡宗吉村他4村が合併し、川上村が発足する。宗吉村は「宗吉」として川上村の大字となる[2][3]。
- 1940年（昭和15年）- 海軍が町内の中心部ほとんどを買収し、弾薬庫を設置する[注釈 1]。これにより51戸が立ち退き[2]。
- 1956年（昭和31年）9月1日 - 賀茂郡川上村、吉川村、原村が合併して八本松町が発足する。宗吉は八本松町の大字となる[2][3]。
- 1974年（昭和49年）4月20日 - 八本松町が周辺3町と合併し、東広島市が発足。宗吉は「八本松町宗吉」として東広島市の大字となる[2][4]。
- 1996年（平成8年）12月2日 - 町内の一部が分離され、八本松飯田となる[5]。
- 2011年（平成23年）10月31日 - 町内の一部が分離され、八本松西となる[5]。これに伴い町域が南北に分断される。

## 交通

### 鉄道
町内をJR山陽本線が通るが、駅はない。最寄り駅は八本松駅。

### バス
町内を走るバス路線はない。なお芸陽バスにある「宗吉」「宗吉東」バス停は町内ではなく、八本松西に位置する（ただし至近距離にあるため利用可能である）。

### 道路

#### 一般国道
- 国道2号
- 東広島バイパス - 国道2号バイパス。町内区間はほぼトンネルとなっている。

#### 主要地方道
- 広島県道46号東広島白木線
- 広島県道83号志和インター線

## 施設
- 川上弾薬庫
- ひがしひろしま霊苑

## 学区
市立小・中学校に通う場合、学区は以下のようになる。
- 川上小学校→ 磯松中学校
- 八本松小学校→ 八本松中学校

## 世帯数・人口
2024年（令和6年）10月末時点での世帯数は369世帯、人口は941人である。

## 面積
2020年時点での面積は3.349037859km2である。